# Вімблдонський турнір 2003
Вімблдонський турнір 2003 — тенісний турнір, що проходив на трав'яних тенісних кортах Всеанглійського клубу лаун-тенісу і крокету з 23 червня по 6 липня. Це був третій турнір Великого шолома 2003 року.

## Фіналісти та переможці
Чоловіки, одиночний розряд
 Роджер Федерер переміг  Марка Філіппуссіса, 7–6(5), 6–2, 7–6(3)
Це була перша перемога на Вімблдоні для Роджера Федерера.
Жінки, одиночний розряд
 Серена Вільямс перемогла  Вінус Вільямс, 4–6, 6–4, 6–2
Для Серени це був 6 титул Великого шолома в кар'єрі й друга поспіль перемога на Вімблдоні.
Чоловіки, парний розряд
 Йонас Бйоркман /  Тодд Вудбрідж перемогли пару  Магеш Бгупаті /  Макс Мирний 3-6, 6-3, 7-6(4), 6-3
Жінки, парний розряд
 Кім Клейстерс /  Аї Сугіяма перемогли пару  Вірхінія Руано Паскуаль /  Паола Суарес, 6-4, 6-4
Мікст
 Леандер Паес /  Мартіна Навратілова перемогли пару  Анді Рам /  Анастасія Родіонова 6-3, 6-3

### Юніори
Хлопці, одиночний розряд
' Флорін Мерджа переміг  Кріса Гуччіоне 6-2 7-6(7-3)
Дівчата, одиночний розряд
 Кірстен Фліпкенс перемогла  Ганну Чакветадзе 6-4, 3-6, 6-3
Хлопці, парний розряд
 Флорін Мерджа /  Горія Текеу перемогли пару  Адам Фіні /  Кріс Гуччіоне 7-6(4), 7-5
Дівчата, парний розряд
 Аліса Клейбанова /  Саня Мірза перемогли пару  Катерина Бемова /  Міхаелла Крайчек 2-6, 6-3, 6-2